# Grifola rosularis
Grifola rosularis är en svampart som först beskrevs av Gordon Herriot Cunningham, och fick sitt nu gällande namn av Gordon Herriot Cunningham 1965. Grifola rosularis ingår i släktet Grifola och familjen Meripilaceae.   Inga underarter finns listade i Catalogue of Life.